# Continuum dialettale

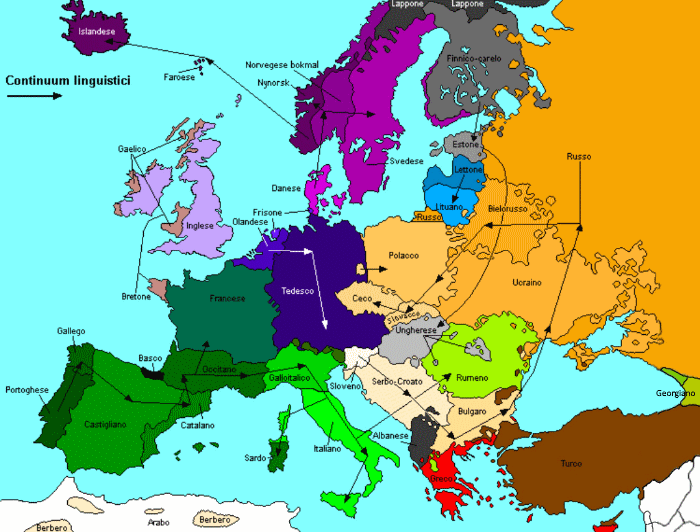
I più importanti continua linguistici in Europa

Un continuum dialettale è una catena di varietà di lingue (e/o dialetti) geograficamente adiacenti e geneticamente imparentate la cui mutua intelligibilità decresce stabilmente al crescere della distanza geografica. Idealmente, i parlanti al punto A del continuum possono capire i parlanti del punto B (e viceversa) e questi comprendono i parlanti al punto C (e viceversa); ma i parlanti in A non comprendono quelli in C (e viceversa), che però capiscono i parlanti in B e in D, e così via.
In generale, la nozione di continuum si oppone a quella di gradatum.

## Esempi dicontinuumdialettale
Un esempio ben noto è il continuum afrikaans-olandese-frisone-tedesco, un'ampia rete di dialetti con quattro standard letterari riconosciuti. Anche se l'olandese standard ed il tedesco non sono mutuamente intelligibili, una catena di dialetti li collega, senza rotture nell'intelligibilità fra due dialetti adiacenti lungo il continuum. Una rete di dialetti esiste analogamente fra le lingue slave orientali, fra cui il russo, il bielorusso e l'ucraino, che sono riconosciuti come standard letterari. Anche il serbo-croato si può vedere come una rete di quattro dialetti importanti e tre lingue letterarie. Le lingue neolatine (portoghese, castigliano, catalano, provenzale, francese, occitano, italiano, corso, sardo, siciliano, romancio, friulano, veneto e altre lingue minoritarie d'Italia con il rumeno ed altre) formano un altro continuum ben noto.